# Ценов, Братан
Братан Гаврилов Ценов  (болг. Братан Гаврилов Ценов; 7 января 1964, Луковит, Болгария) — болгарский борец греко-римского стиля, призёр Олимпийских игр, чемпион мира, трёхкратный чемпион Европы. Заслуженный мастер спорта Болгарии.

## Биография
Начал заниматься борьбой в 1972 году. В 1975 году поступил в среднее спортивное училище по профилю «борьба».
В 1982 году стал бронзовым призёром чемпионата Европы. В 1983 году, в девятнадцатилетнем возрасте, завоевал титулы чемпиона мира и чемпиона Европы. На олимпийские игры 1984 года по известным причинам поехать не смог. В 1985 году подтвердил титул чемпиона Европы, а на чемпионате мира остался серебряным призёром, уступив Махяддину Аллахвердиеву. В 1986 году выступил на Гран-при Германии по вольной борьбе и занял второе место. В 1986 году и на чемпионате мира, и на чемпионате Европы был серебряным призёром. В 1987 году на чемпионате мира был лишь пятым, а также был вторым на турнире FILA Grand Prix Gala. В 1988 году был бронзовым призёром чемпионата Европы.
На Летних Олимпийских играх 1988 года в Сеуле боролся в категории до 48 килограммов (первый наилегчайший вес). Участники турнира, числом в 15 человек в категории, были разделены на две группы. За победу в схватках присуждались баллы, от 4 баллов за чистую победу и 0 баллов за чистое поражение. Когда в каждой группе определялись четыре борца с наибольшими баллами (борьба проходила по системе с выбыванием после двух поражений), они разыгрывали между собой места в группе. Затем победители групп встречались в схватке за первое-второе места, занявшие второе место — за третье-четвёртое места, занявшие третье место — за пятое-шестое места, четвёртое — за седьмое-восьмое места.
Братан Ценов дошёл до финала в своей группе, где лишь в овертайме с минимальным счётом проиграл действующему олимпийскому чемпиону Винченцо Маэнце. Во встрече за третье место победил действующего чемпиона мира Махяддина Аллахвердиева и стал бронзовым призёром Игр.
| Выступление на Олимпийских играх 1988 года | Выступление на Олимпийских играх 1988 года | Выступление на Олимпийских играх 1988 года   | Выступление на Олимпийских играх 1988 года | Выступление на Олимпийских играх 1988 года | Выступление на Олимпийских играх 1988 года | Выступление на Олимпийских играх 1988 года | Выступление на Олимпийских играх 1988 года |
| Круг                                       | Соперник                                   | Страна                                       | Результат                                  | Счёт                                       | Баллы                                      | Всего баллов                               | Время схватки                              |
| ------------------------------------------ | ------------------------------------------ | -------------------------------------------- | ------------------------------------------ | ------------------------------------------ | ------------------------------------------ | ------------------------------------------ | ------------------------------------------ |
| 1                                          | Янг Жижонг                                 | Китай                                        | Победа                                     | Дисквалификация (пассивность)              | 3,5                                        | 3,5                                        | 2:10                                       |
| 2                                          | Маркус Шерер                               | Федеративная Республика Германии (1949—1990) | Победа                                     | 15-3                                       | 3,5                                        | 7,0                                        | 6:00                                       |
| 3                                          | Ларс Рённинген                             | Норвегия                                     | Победа                                     | 16-4                                       | 3,5                                        | 11,5                                       | 6:00                                       |
| 4                                          | Винченцо Маэнца                            | Италия                                       | Поражение                                  | 3-4                                        | 1,0                                        | 1,0                                        | 9:00                                       |
| За третье место                            | Махяддин Аллахвердиев                      | Союз Советских Социалистических Республик    | Победа                                     | Дисквалификация (пассивность)              |                                            |                                            | 7:28                                       |

После игр перешёл в следующую категорию до 52 килограммов. В 1989 году был восьмым на Гран-при Германии и пятым на чемпионате мира. В 1990 году стал бронзовым призёром чемпионата мира. В 1991 году завоевал в третий раз титул чемпиона Европы, а на чемпионате мира остался шестым. В 1992 году стал серебряным призёром чемпионата Европы.
На Летних Олимпийских играх 1992 года в Барселонее боролся в категории до 52 килограммов (наилегчайший вес). Регламент оставался прежним, участники турнира, числом в 17 человек в категории, были разделены на две группы. За победу в схватках присуждались баллы, от 4 баллов за чистую победу и 0 баллов за чистое поражение.
На этот раз Братан Ценов смог занять лишь третье место в группе, во встрече за пятое место победил.
| Выступление на Олимпийских играх 1992 года | Выступление на Олимпийских играх 1992 года | Выступление на Олимпийских играх 1992 года | Выступление на Олимпийских играх 1992 года | Выступление на Олимпийских играх 1992 года | Выступление на Олимпийских играх 1992 года | Выступление на Олимпийских играх 1992 года | Выступление на Олимпийских играх 1992 года |
| Круг                                       | Соперник                                   | Страна                                     | Результат                                  | Счёт                                       | Баллы                                      | Всего баллов                               | Время схватки                              |
| ------------------------------------------ | ------------------------------------------ | ------------------------------------------ | ------------------------------------------ | ------------------------------------------ | ------------------------------------------ | ------------------------------------------ | ------------------------------------------ |
| 1                                          | Улисес Валентин                            | Доминиканская Республика                   | Победа                                     | 16-0 За явным преимуществом                | 4,0                                        | 4,0                                        | 1:40                                       |
| 2                                          | Ремиз Озтюрк                               | Турция                                     | Победа                                     | 2-0                                        | 3,0                                        | 7,0                                        | 6:00                                       |
| 3                                          | Йон Рённинген                              | Норвегия                                   | Поражение                                  | 3-5                                        | 1,0                                        | 8,0                                        | 6:00                                       |
| 4                                          | Шоун Шелдон                                | Соединённые Штаты Америки                  | Поражение                                  | 2-5                                        | 1,0                                        | 9,0                                        | 6:00                                       |
| За пятое место                             | Валентин Ребегеа                           | Румыния                                    | Победа                                     | 6-1                                        |                                            |                                            | 6:00                                       |

После игр оставил карьеру, и начал работать тренером в родном клубе, но в 1995 возобновил тренировки и начал сгонять вес, с тем, чтобы отобраться на Олимпийские игры. В 1996 году был девятым на чемпионате Европы.
На Летних Олимпийских играх 1996 года в Атланте боролся в категории до 48 килограммов (первый наилегчайший вес). После первого круга, борцы делились на две таблицы: победителей и побеждённых. Победители продолжали бороться между собой, а побеждённые участвовали в утешительных схватках. После двух поражений в предварительных и классификационных (утешительных) раундах, борец выбывал из турнира. В ходе турнира, таким образом, из таблицы побеждённых убывали дважды проигравшие, но она же и пополнялась проигрывающими из таблицы победителей. В конечном итоге, определялись восемь лучших борцов. Не проигравшие ни разу встречались в схватке за 1-2 место, выбывшие в полуфинале встречались с победителями утешительных схваток и победители этих встреч боролись за 3-4 места и так далее.
Проиграв две из трёх встреч, Братан Ценов выбыл из соревнований, с итоговым десятым местом.
| Выступление на Олимпийских играх 1996 года | Выступление на Олимпийских играх 1996 года | Выступление на Олимпийских играх 1996 года | Выступление на Олимпийских играх 1996 года | Выступление на Олимпийских играх 1996 года | Выступление на Олимпийских играх 1996 года | Выступление на Олимпийских играх 1996 года | Выступление на Олимпийских играх 1996 года |
| Круг                                       | Соперник                                   | Страна                                     | Результат                                  | Счёт                                       | Баллы                                      | Всего баллов                               | Время схватки                              |
| ------------------------------------------ | ------------------------------------------ | ------------------------------------------ | ------------------------------------------ | ------------------------------------------ | ------------------------------------------ | ------------------------------------------ | ------------------------------------------ |
| 1                                          | Абдулла Аль-Изани                          | Йемен                                      | Победа                                     | 10-0 За явным преимуществом                | 10                                         | 10                                         | 1:11                                       |
| 2                                          | Гела Папашвили                             | Грузия                                     | Поражение                                  | 4-7                                        | 4                                          | 14                                         | 5:00                                       |
| 3                                          | Байрам Оздемир                             | Турция                                     | Поражение                                  | 0-4                                        | 0                                          | 14                                         | 5:00                                       |

В 1996 году окончательно завершил карьеру.
С 1989 года учился в Национальной Академии спорта. С 1997 года — главный тренер сборной Болгарии. В 2005 году был признан в Болгарии лучшим тренером среди всех видов спорта.
Кавалер ордена Народная Республика Болгария III степени. Почётный гражданин Ловеча (1983) и Луковита (2006).